# …Meanwhile
Albums de 10cc
Windows in the Jungle
(1983) Mirror Mirror
(1995)
…Meanwhile est le dixième album studio du groupe de rock anglais 10cc. Il est sorti en 1992 sur le label Polydor.
Ce disque marque la réunion des quatre membres d'origine du groupe avec le retour de Kevin Godley et Lol Creme, qui avaient quitté 10cc en 1976. Cependant, leur participation est limitée : ils chantent les chœurs sur certains morceaux et Godley interprète le chant principal sur The Stars Didn't Show. De nombreux musiciens de studio sont impliqués dans l'enregistrement de l'album, notamment Freddie Washington (en) à la basse et Jeff Porcaro à la batterie.

## Fiche technique

### Titres
Toutes les chansons sont écrites et composées par Graham Gouldman et Eric Stewart, sauf mention contraire.
| No  | Titre                     | Auteur                                        | Durée |
| --- | ------------------------- | --------------------------------------------- | ----- |
| 1.  | Woman in Love             |                                               | 6:11  |
| 2.  | Wonderland                |                                               | 4:53  |
| 3.  | Fill Her Up               |                                               | 4:08  |
| 4.  | Something Special         |                                               | 3:23  |
| 5.  | Welcome to Paradise       |                                               | 6:14  |
| 6.  | The Stars Didn't Show     |                                               | 4:51  |
| 7.  | Green Eyed Monster        |                                               | 4:44  |
| 8.  | Charity Begins at Home    |                                               | 4:55  |
| 9.  | Shine a Light in the Dark |                                               | 5:42  |
| 10. | Don't Break the Promises  | Graham Gouldman, Eric Stewart, Paul McCartney | 6:22  |

### Musiciens

#### 10cc
- Eric Stewart : guitares, claviers, percussions, chant
- Graham Gouldman : basse, guitares, percussions, chant
- Lol Creme : chœurs sur Wonderland, Something Special, Welcome to Paradise, The Stars Didn't Show, Charity Begins at Home et Shine a Light in the Dark
- Kevin Godley : chœurs sur Welcome to Paradise et Charity Begins at Home, chant sur The Stars Didn't Show

#### Musiciens supplémentaires
- Jeff Porcaro : batterie, percussions
- Freddie Washington (en) : basse
- Michael Landau : guitare solo, guitare rythmique
- David Paich : claviers sur Wonderland, Welcome to Paradise, The Stars Didn't Show et Don't Break the Promises
- Bashiri Johnson (en) : percussions sur Welcome to Paradise, The Stars Didn't Show, Green Eyed Monster et Shine a Light in the Dark
- Andrew Gold : guitare à douze cordes sur Charity Begins at Home
- Gordon Gaines : guitare solo sur Charity Begins at Home
- Dr. John : piano sur Fill Her Up, Something Special et Charity Begins at Home
- Paul Griffin (en) : synthétiseur sur Welcome to Paradise
- Jerry Hey (en) : trompette et arrangements des cuivres sur Welcome to Paradise et Green Eyed Monster
- Gary Grant : trompette sur Welcome to Paradise et Green Eyed Monster
- Dan Higgins (en) : saxophone sur Welcome to Paradise et Green Eyed Monster
- Kim Hutchcroften : saxophone sur Green Eyed Monster
- Bill Reichenbach Jr. (en) : trombone sur Green Eyed Monster
- Frank Floyd, Fonzi Thornton (en), Curtis King, Tawatha Agee (en), Vaneese Thomas (en) : chœurs sur Welcome to Paradise